# 靈寶山石刻及古石橋
靈寶山石刻及古石橋位於四川省鄰水縣城南鎮三合村東南950米靈寶山，文物遺址年代判定為宋、清。1996年9月16日公佈為四川省第四批省級文物保護單位。

## 簡介[2]
石刻鑿於黃砂石崖壁上。坐西北向東南。題刻11則，造像2龕，其中東岸7則2龕，西岸和河心4則。
- 1號草書橫排「天然圖畫」，字高0.65米，寬1米。
- 2號行書橫排陰刻「吹於所遷」，字徑0.17米。
- 3號高1.6米，寬7.2米，楷書橫排「愛此山川佳」，果州守金齊賢清嘉慶二十年巡視鄰水時題，字高0.73米，寬1米。
- 4號楷書橫排「流觴曲水」，字高0.56米，寬0.9米。
- 5號楷書橫排「別有天地」，字高0.55米，寬0.65米。
- 6號楷書橫排「山水有清音」，字高0.32米，寬0.42米。
- 7號「正好償佛修行」，字高0.22米，寬0.25米。
- 8號天王造像，高0.9米。
- 9號浮雕彌勒半跏趺坐像，高2.5米。
- 10號「中流砥柱」刻於河心巨石，高0.64米，寬0.98米。
- 11號「丁酉淳熙四年(1177)造橋」，字徑0.14米。
- 12號詩碑，楷書14行，字徑0.05米。
- 13號「還我河山」，字高0.7米，寬0.75米，1939年2月歡迎抗日軍人陳紹堂先生游此志感。

古石橋建於南宋淳熙四年(1177)。橋3座，南北走向，跨洗腳溪。
- 1號橋，八孔石平橋，橋長25.25米，寬1.8米，橋面由8塊石板鋪砌，橋面石厚0.44米，橋墩刻龍，龍頭向上游。
- 2號橋，七孔石平橋，橋長22.8米，寬1.36米，橋面由14塊石板鋪砌，橋面石厚0.43米，橋墩上刻龍，龍頭向上游。
- 3號橋，十孔石平橋，橋長22米，寬1米，橋面由10塊石板鋪砌，橋面石厚度不等，最厚者達0.3米。橋體風化嚴重。